# Кларак, Шарль Отон де
Шарль Отон Фредерик Жан-Батист де Кларак, граф (фр. Charles-Othon- Frédéric-Jean-Baptiste de Clarac; 16 июня 1777, Париж — 20 января 1847, Париж) — французский, живописец, рисовальщик, археолог, историк искусства.

## Биография
Эмигрировал во время Французской революции, был на русской военной службе. Во время консульства вернулся во Францию. Назначенный в 1808 году воспитателем детей Мюрата в Неаполе, Кларак предпринял изыскания в Помпеях и их результаты опубликовал в 1809 году в буклете «Праздники Древних» (Fétes des Anciens) и в 1813 году в двух отчётах «Раскопки в Помпеях» (Fouilles faites à Pompei), опубликованных во «Французском журнале Неаполя» (Journal Français de Naples) и вышедших в отдельном иллюстрированном номере.

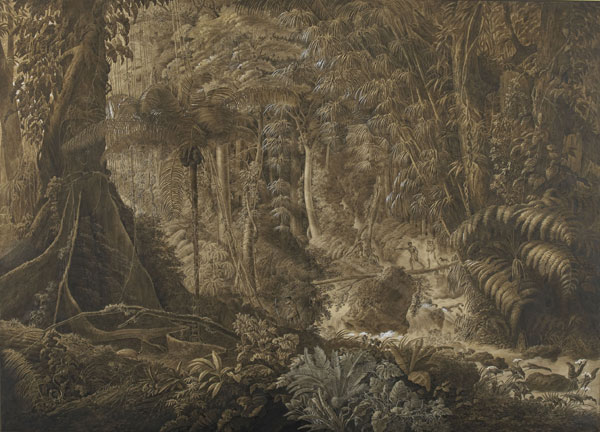
Ш.-О. Кларак. Тропический лес Бразилии. 1819. Лувр, Париж

Вернувшись во Францию, Кларак стал чиновником правительства Людовика XVIII, участвовал в дипломатической миссии в Бразилию (1816), затем отправился во Французскую Гвиану и на Антильские острова, привёз множество рисунков местной тропической растительности, вызвавшие восторженный отзыв Александра Гумбольдта.
Известны и живописные произведения Кларака, созданные в Бразилии. Пейзаж с изображением первобытного леса он завершил по возвращении в Европу. Картина была выставлена в парижском Салоне 1819 года. Приобретена отделом графического искусства Лувра в 2004 году при поддержке Национальной библиотеки Бразилии.
В 1818 году Кларак был назначен хранителем античного отделения Королевского музея в Лувре. Он полностью посвятил себя изучению искусства и в 1820 году переиздал «Заметки» по античной экспозиции музея, ранее составленные Э. К. Висконти (Notice des Statues, Bustes et Basreliefs) со своими дополнениями. Они стали основой трёхтомного «Справочника по истории античного искусства» (Manuel de l’histoire de l’art chez les anciens), которой Кларак начал составлять и публиковать частями, завершёнными после его смерти, в 1847—1849 годах Виктором Тексье.
Кларак опубликовал каталоги отдела древностей Лувра и несколько сочинений по истории искусств и археологии. Наибольшее значение имел обширный труд Кларака «Музей древней и современной скульптуры» (Musée de sculpture antique et moderne) — описание наиболее важных произведений классической скульптуры, хранящихся в главных европейских музеях. Последние выпуски этого труда, начатого в 1826 году, были изданы уже после смерти автора в 1855 году в 6-ти томах В. Тексье и Альфредом Мори.